# Révolte du Carbet
La révolte du Carbet est une révolte d'esclaves qui eut lieu en octobre 1822 au Carbet à la Martinique.

## La révolte
Dans la soirée du 12 octobre 1822, une trentaine d’esclaves réunis dans l’habitation Fizel lancent une révolte. Deux Blancs sont égorgés dans l’habitation Ganat. Les rebelles passent d’habitation en habitation pour attaquer des békés et enrôler d’autres esclaves. Ils s'emparent d'armes, de vivres et d'objets de valeur, mais les révoltés manquent de discrétion. Prévenu par ses esclaves, le colon Desmangles s’échappe et donne l’alerte. Le gouverneur général François-Xavier Donzelot arme des milices pour capturer les rebelles durant des semaines.

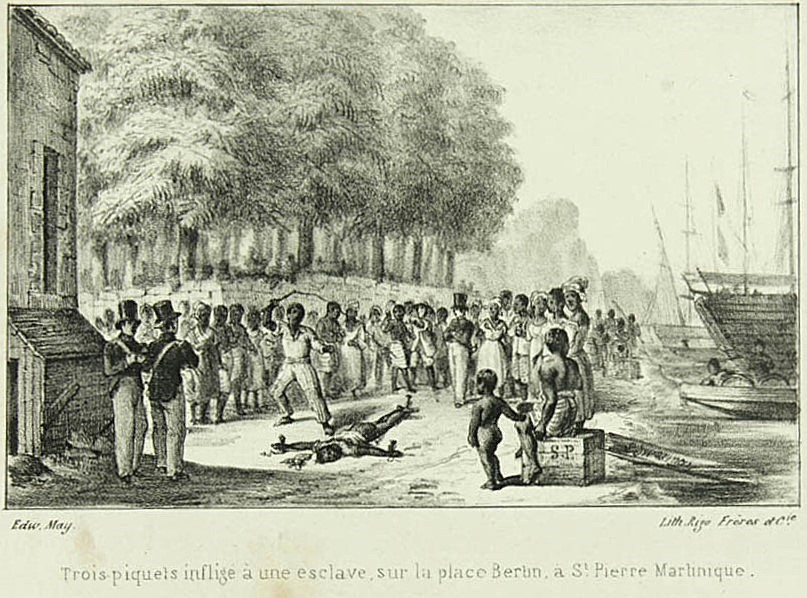
Supplice des trois piquets infligé à une esclave, place Bertin à Saint-Pierre, vers 1835.

Au 31 octobre, deux meneurs restent recherchés : le « câpre » Jean-Louis et le « nègre » Pierre. Ce dernier n'est pris que le 9 novembre : encerclé au Morne aux Bœufs, il chute d'une falaise et trouve la mort. 64 insurgés sont incarcérés à Saint-Pierre et jugés et 21 sont condamnés à la peine capitale et exécutés place Bertin à Saint-Pierre le 19 novembre 1822, 10 sont condamnés aux galères perpétuelles et sont marqués au fer rouge. Les autres doivent assister aux supplices de leurs camarades et sont fouettés avant d’être remis à leurs maîtres.